# Casque impérial
 (août 2022).
La mise en forme du texte ne suit pas les recommandations de Wikipédia : il faut le « wikifier ».
Les points d'amélioration suivants sont les cas les plus fréquents. Le détail des points à revoir est peut-être précisé sur la page de discussion.
- Les titres sont pré-formatés par le logiciel. Ils ne sont ni en capitales, ni en gras.
- Le texte ne doit pas être écrit en capitales (les noms de famille non plus), ni en gras, ni en italique, ni en « petit »…
- Le gras n'est utilisé que pour surligner le titre de l'article dans l'introduction, une seule fois.
- L'italique est rarement utilisé : mots en langue étrangère, titres d'œuvres, noms de bateaux, etc.
- Les citations ne sont pas en italique mais en corps de texte normal. Elles sont entourées par des guillemets français : « et ».
- Les listes à puces sont à éviter, des paragraphes rédigés étant largement préférés. Les tableaux sont à réserver à la présentation de données structurées (résultats, etc.).
- Les appels de note de bas de page (petits chiffres en exposant, introduits par l'outil «  Source ») sont à placer entre la fin de phrase et le point final[comme ça].
- Les liens internes (vers d'autres articles de Wikipédia) sont à choisir avec parcimonie. Créez des liens vers des articles approfondissant le sujet. Les termes génériques sans rapport avec le sujet sont à éviter, ainsi que les répétitions de liens vers un même terme.
- Les liens externes sont à placer uniquement dans une section « Liens externes », à la fin de l'article. Ces liens sont à choisir avec parcimonie suivant les règles définies. Si un lien sert de source à l'article, son insertion dans le texte est à faire par les notes de bas de page.
- La présentation des références doit suivre les conventions bibliographiques. Il est recommandé d'utiliser les modèles {{Ouvrage}}, {{Chapitre}}, {{Article}}, {{Lien web}} et/ou {{Bibliographie}}. Le mode d'édition visuel peut mettre en forme automatiquement les références.
- Insérer une infobox (cadre d'informations à droite) n'est pas obligatoire pour parachever la mise en page.

Pour une aide détaillée, merci de consulter Aide:Wikification.
Si vous pensez que ces points ont été résolus, vous pouvez retirer ce bandeau et améliorer la mise en forme d'un autre article.
 (août 2022).
Si vous disposez d'ouvrages ou d'articles de référence ou si vous connaissez des sites web de qualité traitant du thème abordé ici, merci de compléter l'article en donnant les références utiles à sa vérifiabilité et en les liant à la section « Notes et références ».
Pour un article plus général, voir Casque romain.

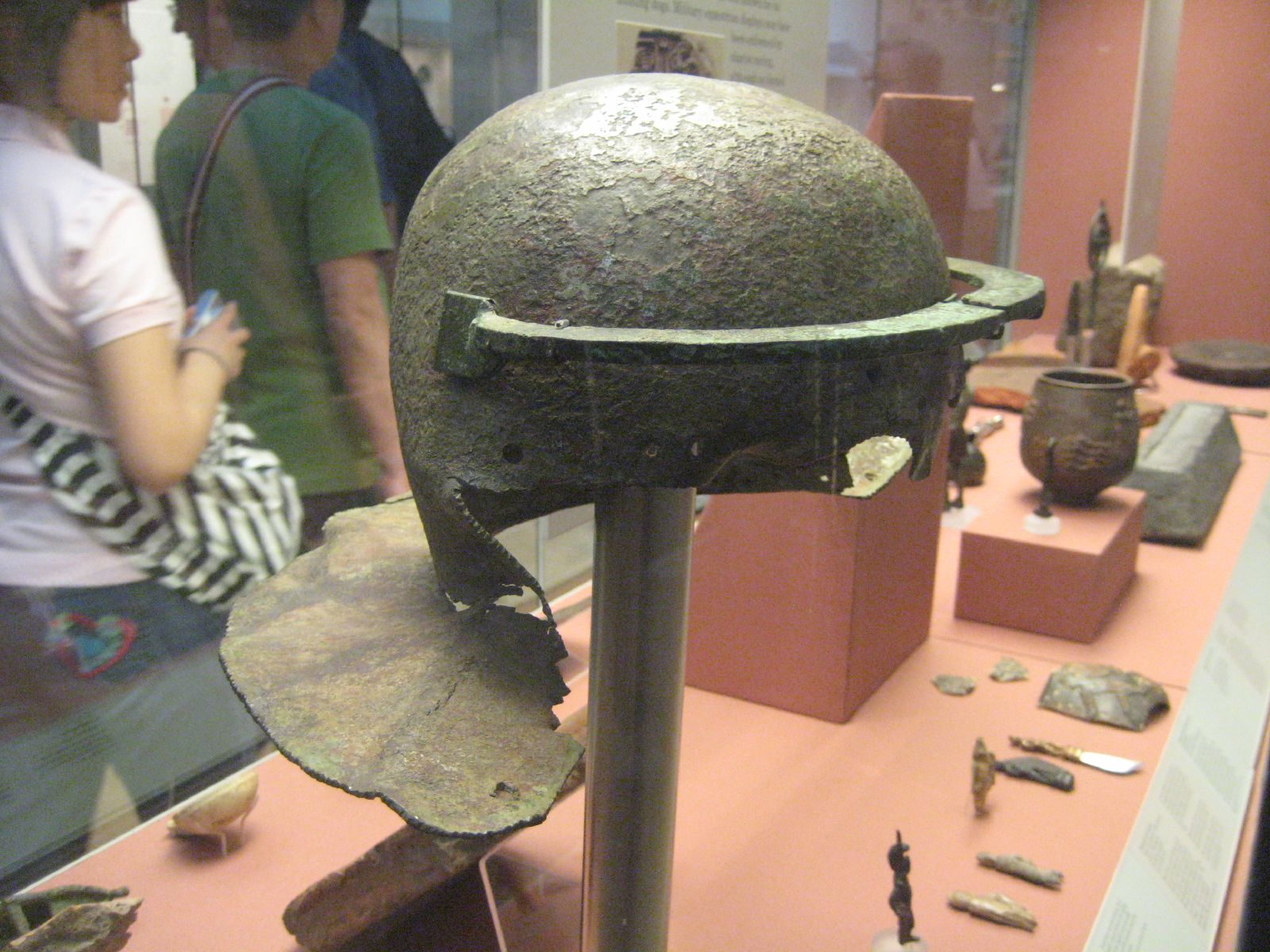
Casque d'infanterie romaine antique type Weisenau,, Hawkedon, Suffolk, Angleterre.

Le casque impérial  était un type de casque utilisé par la Légion romaine durant la période impériale romaine. Avant l'Empire, les soldats républicains romains fournissaient souvent leur propre équipement, qui se transmettait de père en fils. Ainsi, des équipements variés, de différentes époques étaient présents dans les rangs de la légion. Même lorsque l'armée impériale professionnelle a émergé, les soldats citoyens en service sont devenus rares. Par ailleurs l'équipement utile n'a jamais été jeté, ainsi, lorsque le casque impérial amélioré est apparu, il a remplacé ce qui restait du très ancien type Coolus-Manheim, qui a été largement remplacé à l'époque par des versions améliorées du type Montefortino, qui a continué à servir à ses côtés pendant un temps.

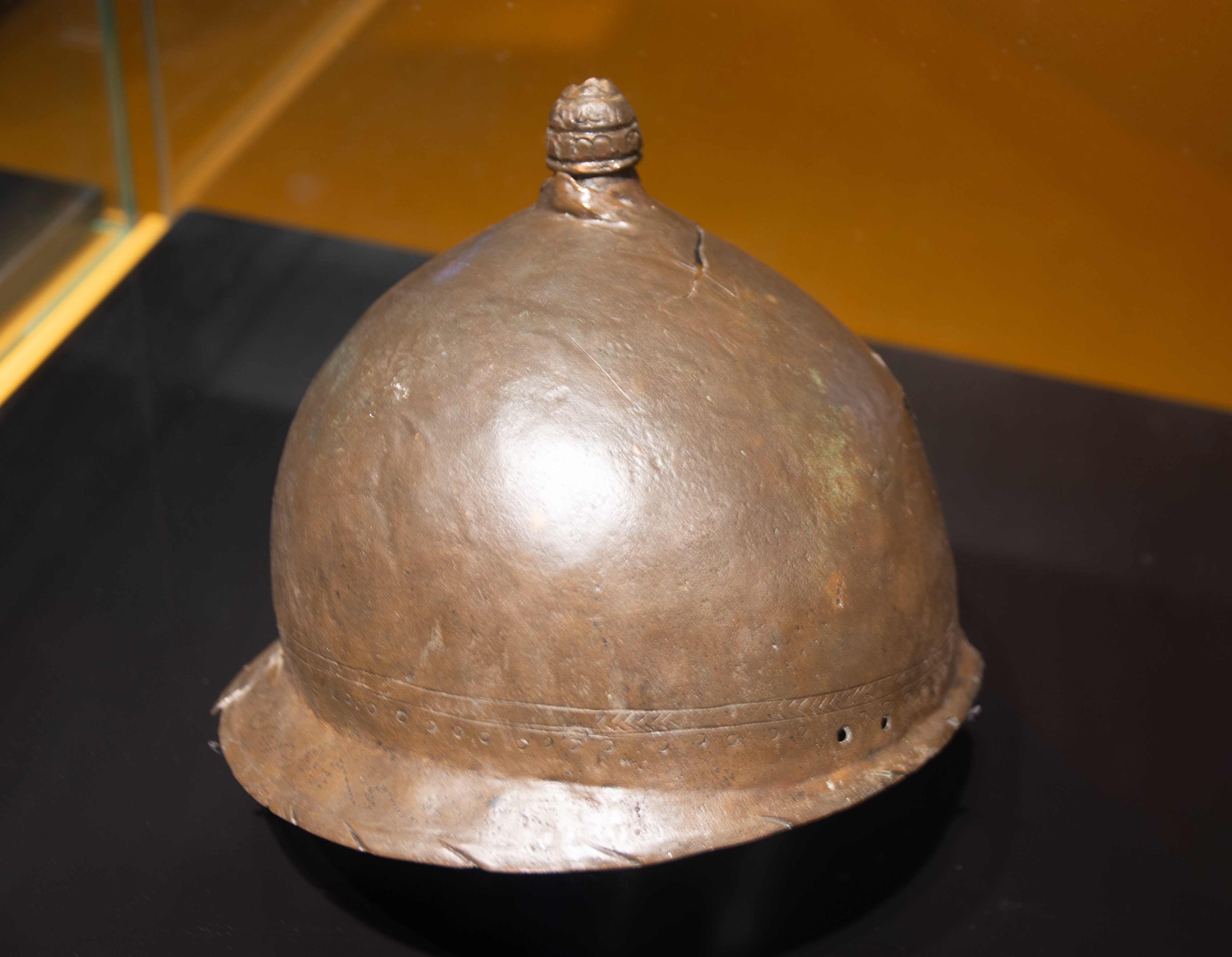
Casque de type Montefortino en bronze. Musée archéologique de Murcie

## Sous-classification
Le terme « casque impérial » a été inventé par H. Russell Robinson, qui a ensuite subdivisé ce type principal en deux sous-types « Impérial gaulois » et « Impérial italique ». Ils ont tiré ces noms de leurs principaux fabricants, plutôt que des porteurs - Robinson croyait que les casques « impériaux gaulois » (comportant une paire de sourcils distinctifs en relief sur la région du front et ayant tendance à être soigneusement fabriqués et décorés avec soin) étaient les produits d'artisans celtiques en Gaule. tandis que les casques «impériaux italiques» (sans sourcils et un peu plus grossièrement fabriqués) étaient le produit d'imitateurs moins qualifiés en Italie et ailleurs dans l'Empire. Ces différences de décoration et de fabrication avaient tendance à diminuer avec le temps; les deux derniers types italiques classés par Robinson, les casques Hebron (Italique G) et Niedermörmter (Italique H), étaient aussi soigneusement conçus et bien décorés que n'importe quel casque impérial gaulois.
La classification de Robinson, incomplète et erronée quant à l'aire de fabrication des sous-types « Impérial gaulois » et « Impérial italique », n'est plus reconnue par la communauté scientifique des archéologues, mais continue d'être utilisée.

## Développement
Bien que dérivé d'un original celtique, le casque impérial avait des caractéristiques plus avancées, telles qu'un protège-cou incliné avec côtés au niveau de la nuque, des protège-oreilles saillants, des garnitures en laiton et des bossages décoratifs.
L'expérience de combat romaine des guerres daces a produit d'autres développements dans la conception du casque, en particulier les deux barres de fer rivetées transversalement sur le crâne du casque (alternativement, deux bandes de bronze épaisses pourraient être rivetées au sommet d'un bronze casque de légionnaire ou auxiliaire); il a été suggéré que cette forme de renfort a été ajoutée comme protection contre la falx.
Cela a commencé comme une modification sur le terrain, comme on le voit sur plusieurs casques gaulois impériaux avec les barres transversales rivetées à la hâte juste au-dessus des sourcils décoratifs (les barres transversales sont visibles sur certains, mais pas tous, des casques légionnaires de la colonne Trajane), mais rapidement est devenu une caractéristique standard, trouvée sur tous les casques produits à partir de ca. 125 apr. J.-C. jusqu'au dernier IIIe siècle apr. J.-C.

## Casque Impérial-Gaulois

### Impérial-Gaulois G
Robinson considérait cela comme le « casque légionnaire typique du milieu du premier siècle » (bien que le Coolus/ Montefortino était probablement plus courant) et il semble continué à avoir été utilisé jusqu'au début du IIe siècle apr. J.-C. Le meilleur exemple a été trouvé dans le Rhin à Mainz-Weisenau et est maintenant exposé à Worms. Des fragments de casques de ce style ont été trouvés dans des fosses à ordures à Colchester (maintenant réassemblés et exposés au Musée du Château de Colchester) et peuvent donc certainement être datés de la révolte boadicienne de 61 apr. J.-C. Bien qu'ils n'aient pas la poignée de transport de l'exemple Weisenau, ce qui en fait probablement un Weisenau plus tard. Les rosaces en laiton de l'exemple de Weisenau ressemblent à celles trouvées sur la lorica segmentata dans le trésor de Corbridge.

### Impérial-Gaulois H
Ce casque est de conception similaire au Gaulois G, mais présente un style de sourcils différent et un protège-nuque plus incliné. L'exemple le plus complet de ce type provient de Lech, près de Augsbourg, en Allemagne. D'autres casques datables indiquent une tendance vers ces protège-nuques plus inclinés dans la dernière moitié du Ier siècle, qui s'est poursuivie au cours des IIe et IIIe siècles. Cependant, comme les deux styles de protège-nuque étaient clairement utilisés côte à côte, c'était probablement une question de préférence personnelle et/ou de problème d'armurerie de savoir quel type pouvait être porté par un soldat romain particulier.

### Impérial-Gaulois I
Ce casque date de la même période que le H impérial gaulois, et est essentiellement le même design, mais est fabriqué dans l'alliage cuprique orichalcum (laiton) au lieu du fer. Comme plusieurs autres casques, l'original a été trouvé dans le Rhin à Mayence, dont un avec l'inscription d'un soldat nommé L. Lucretius Celeris de Legio I Adiutrix (une légion qui était stationnée à Mogontiacum, aujourd'hui Mayence de 71 à 86 apr. J.-C., nous datons le casque de cette période). Bien que sa fixation de crête manquait, une empreinte ronde suggère un disque soudé, indiquant qu'il avait un support de crête « tourner » de style italien, plutôt que la crête « glisser » de style gaulois. Trois casques en orichalque de ce style sont connus. Tous les trois montrent des preuves de porte-plumes, qui ne se produisent que rarement sur ceux en fer, et il est possible qu'à la fin du Ier siècle, lorsque les casques en fer semblent plus courants, les casques en laiton et les tubes en plumes suggèrent un rang plus élevé, peut-être celui d'un optio.

## Casque Impérial Italique

### Impérial Italique D et E
Le casque de type D était décoré de motifs dorés, mais semble avoir été produit en série. Une deuxième joue très similaire a été trouvée, ainsi qu'un casque complet (Impérial Italique E) qui semble avoir eu la même décoration de style, bien que la plupart aient été dépouillés lors de sa mise au rebut. Ce casque est souvent représenté dans les œuvres d'art modernes comme le couvre-chef d'un centurion, mais les crochets de fixation de la crête avant et arrière qui subsistent suggèrent qu'il appartenait à un soldat régulier. Parce qu'il est si distinctif, on dit parfois qu'il peut avoir été un objet spécial pour une unité particulière telle que la Garde prétorienne. Plus probable, l'italique D était le produit d'un seul atelier produisant un type plus décoratif pour les soldats qui souhaiteraient peut-être débourser un peu plus pour un couvre-chef époustouflant. Étant donné que l'Italique D a des croisillons en laiton intégrés placés à plat contre le crâne, fournissant une double épaisseur de métal à un point critique, il est tentant de supposer que les performances étaient supérieures de ce type par rapport au falx dacique. C'est ce qui a conduit à la décision de moderniser les contres vents croisés sur tous les casques du théâtre Dacique.

### Impérial Italique G
L'exemple original de ce type distinct a été trouvé dans une grotte près de Hébron, Cisjordanie, territoires palestiniens, et comme il s'agissait probablement du butin de guerre des fanatiques juifs de la révolte de Bar Kochba sous Hadrien, peut être datée dans cette période. Il s'agit du premier casque romain découvert dans lequel les barres transversales post-Guerres daciques faisaient probablement partie de la construction d'origine, comme en témoignent les décorations lunaires en laiton appliquées entre les barres transversales.

### Impérial Italique H
Le casque Nieder Mörmter, classé par Robinson comme Impérial Italique H , est l'un des casques impériaux romains les mieux conservés à avoir survécu à l'Antiquité. Fabriqué en bronze (une version en fer se trouverait dans une collection privée), le casque est fortement décoré et possède un protège-nuque beaucoup plus profond que d'habitude. Le contre vent croisé sur le crâne est en fait en relief plutôt qu'appliqué, et il y a un bouton en forme de dôme plutôt inhabituel où les accolades se rejoignent au sommet de la tête. Ce casque est généralement daté de la fin des époques Antonins ou Sévères,180-235 apr. J.-C., mais le contexte de découverte du casque est inconnu et la datation est basée uniquement sur sa typologie (c'est-à-dire qu'il semble environ 40 à 60 ans sur la piste évolutive du italique G)...

## Littératures
- H. Russell Robinson: The armour of imperial Rome. Charles Scribner's Sons, New York NY 1975,  (ISBN 0-684-13956-1).
- Daniel Peterson: Die römischen Legionen. Barett Verlag, Solingen 1994,  (ISBN 3-924753-54-7).
- Michael Simkins: The Roman Army from Caesar to Trajan (= Men-at-Arms Series. Nr. 46). Colour plates by Ronald Embleton. 19. Auflage. Osprey Publishing, Elms Court (Großbritannien) 2000,  (ISBN 0-85045-528-6).
- Marcus Junkelmann: Die Legionen des Augustus. Der römische Soldat im archäologischen Experiment (= Kulturgeschichte der Antiken Welt. Band 33). 9. erweiterte Auflage. Philipp von Zabern, Mainz 2003,  (ISBN 3-8053-0886-8).
- Marcus Junkelmann: Hollywoods Traum von Rom. „Gladiator“ und die Tradition des Monumentalfilms (= Kulturgeschichte der antiken Welt. Band 94). Philipp von Zabern, Mainz 2004,  (ISBN 3-8053-2905-9).

## Sources
1. ↑  (en) Roman Helmets, Greece and Rome at War, Amberley Publishing, 2014, p. 13

- Legio XXIV